# 扁平剪额蟹
扁平剪额蟹（学名：Scyra compressipes）为蜘蛛蟹科剪额蟹属的动物。分布于日本，包括黄海等海域，生活环境为海水，常栖息于水深10-168米处具水草的沙质海底。